# 张元玘
张元玘，字采初，號三陟，南直隸松江府上海縣人，明朝政治人物。进士出身。

## 生平
天啓元年（1621年）辛酉科順天鄉試舉人，天啓二年（1622年）聯捷壬戌科進士。除刑部主事，奉使賚饷银寧夏，所過饋遺及王國賜予皆辭不受。遷员外郎，轉郎中，出知嚴州府，調福建建寧府知府，後由赵一韩接任。府衝劇，郵傳疲困，元玘事爲裁制，立條约，請臺使勒之石，由是供亿不擾。又更鹾政及錢法，民皆便之。告歸，所著有《廣史》及雜著诗文數十卷。

## 家族
父張令德，隆慶丁卯舉人。
孫张锡怿，成順治乙未進士，官泰安州知州。